# Вест Алис (Висконсин)
Вест Алис (енгл. West Allis) град је у америчкој савезној држави Висконсин.

## Демографија
По попису из 2010. године број становника је 60.411, што је 843 (-1,4%) становника мање него 2000. године.
| Група             | 2000.          | 2010.          |
| Белци             | 56.432 (92,1%) | 49.547 (82,0%) |
| Афроамериканци    | 818 (1,3%)     | 2.199 (3,6%)   |
| Азијати           | 812 (1,3%)     | 1.231 (2,0%)   |
| Хиспаноамериканци | 2.155 (3,5%)   | 5.770 (9,6%)   |
| Укупно            | 61.254         | 60.411         |